# Eutactus
Eutactus war ein römischer Maler, der im 1. Jahrhundert tätig war.
Eutactus war ein Sklave oder ein Freigelassener, der nur durch seine Grabinschrift bekannt ist. Die Inschrift ist ihm gemeinsam mit einer Person namens Eudaemon gewidmet und weist ihn als Maler („pictor“) aus.